# Arca di san Pietro martire
L'Arca di San Pietro Martire è un'opera di scultura gotica realizzata da Giovanni di Balduccio in marmo bianco di Carrara, firmata e datata 1339, conservata nella basilica di Sant'Eustorgio a Milano.

## Storia
L'arca riporta sul coperchio del sarcofago la dicitura in latino Magister Johannes Balducii de Pisis sculpsit hanc archam anno Domini MCCCXXXVIIII (Il Maestro Giovanni di Balduccio da Pisa scolpì questa arca nell'anno del Signore 1339) di Giovanni di Balduccio, scultore toscano formatosi a Pisa all'inizio del Trecento, negli ultimi anni dell'operato dei due grandi maestri Giovanni Pisano e Tino di Camaino. Lo scultore era stato chiamato a Milano dal Signore della città, Azzone Visconti. L'opera rientra nel novero delle importanti commissioni artistiche promosse dal Visconti negli anni trenta del trecento, che riunì in città celebri artisti provenienti dall'Italia centrale, fra i quali Giotto. L'opera fu voluta dai domenicani del convento di Sant'Eustorgio presso Porta Ticinese a Milano, per custodire le spoglie di san Pietro martire. Il corpo del santo fu trasferito nel 1340 all'interno del sarcofago, allora posto nella navata della chiesa di Sant'Eustorgio. Per la realizzazione, lo scultore prese a modello l'arca di San Domenico a Bologna (pesantemente modificata nel XV secolo). Nel Settecento fu spostata all'interno della rinascimentale Cappella Portinari, attigua alla chiesa, dove si può ammirare ancora oggi.
La sua costruzione fu voluta dal papa Benedetto XI, attraverso il vescovo di Mantova Giacomo Benfatti indicato come “familiaris” che richiese un contributo a tutti gli inquisitori del tempo, per un totale di 200 fiorini, de peccunia officii inquisicionis  necessari per terminare il sepolcro del santo inquisitore, a più di cinquant'anni dalla sua morte. Risulta infatti che nel capitolo provinciale dei padri predicatori, del 1304 vi fosse un sollecito da parte del vescovo di Mantova per i frati inquisitori lombardi con incarico del pontefice.

## Descrizione

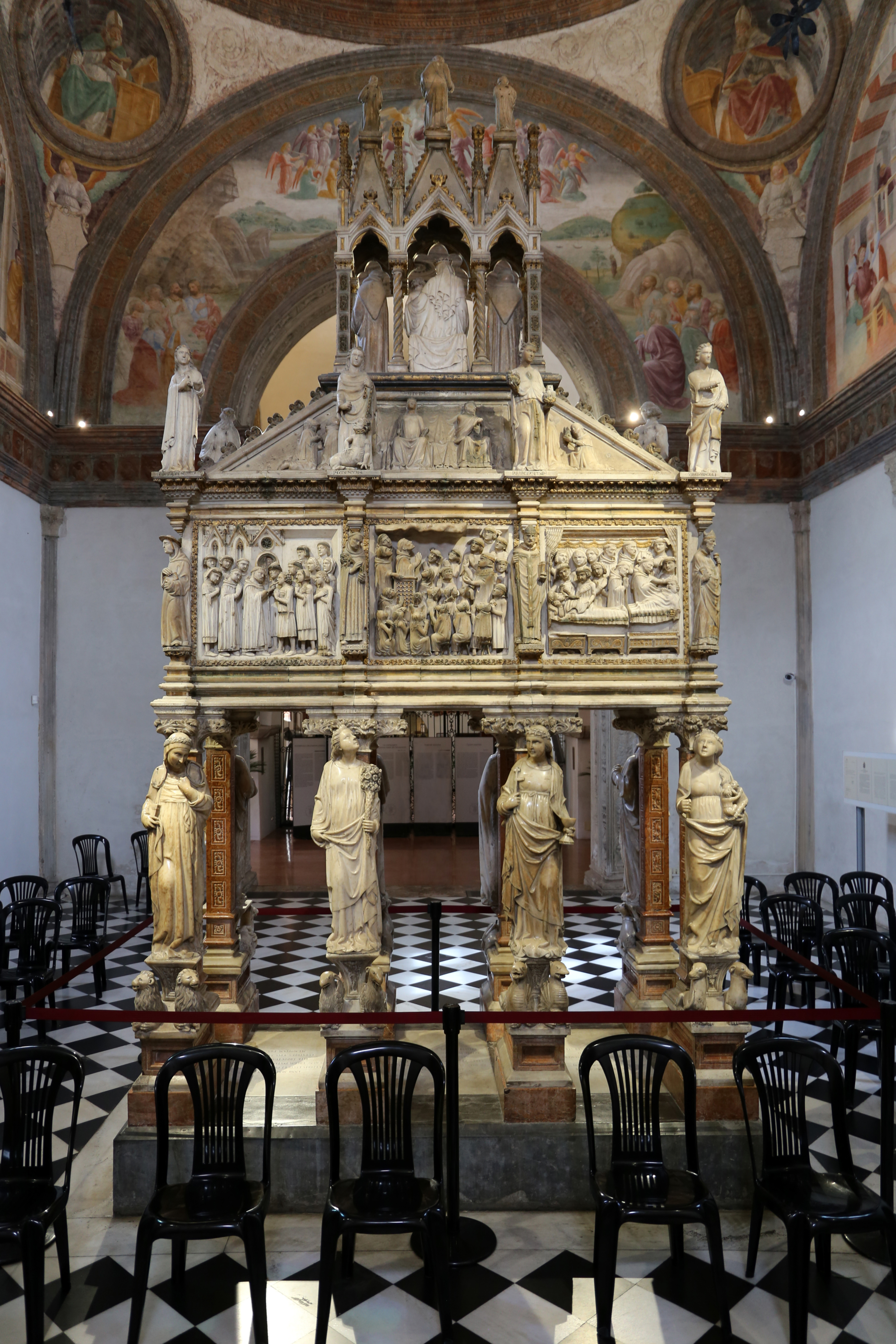
Il lato posteriore

Il monumento è contraddistinto da un impianto iconografico ed allegorico particolarmente complesso. Il sepolcro è retto da otto pilastri quadrangolari in marmo rosso, affiancati da altrettante figure femminili a tutto tondo che rappresentano le allegorie delle Virtù teologali e Virtù morali, ai cui piedi sono collocati animali simbolici.
Nel lato di fronte all'ingresso sono la Giustizia, che ha perso i suoi attributi tradizionali della spada e della bilancia, la Temperanza, che miscela acqua acqua calda e fredda, la Fortezza, coperta dalla pelle di leone e con lo scudo di Achille in mano, e la Prudenza trifronte. Sul lato posteriore l'Obbedienza reca sulle spalle un giogo, affiancata dalle virtù teologali: la Speranza con gli occhi al cielo, la Fede contraddistinta dal calice e Carità che allatta i pargoli. Ciascuna di esse poggia su una coppia di figure allegoriche costituite da animali o rappresentazioni mitologiche.
A decorare i lati del sarcofago vi sono otto formelle a bassorilievo con storie del santo; le scene rappresentate sono il Miracolo del muto, il Miracolo della nube, la Guarigione dell'infermo e dell'epilettico, il Miracolo della nave, il Martirio, i Funerali, la Canonizzazione e la Translazione del corpo del santo da San Simpliciano a Sant'Eustorgio. Le formelle sono intervallate dalle statue in altorilievo di santi (Pietro Apostolo, Ambrogio, Simpliciano ed Eustorgio), mentre sugli spigoli sono i Dottori della Chiesa (Gregorio, Gerolamo, Tommaso d'Aquino e Agostino).
Intorno al coperchio, in linea diretta con le virtù e i santi, svettano le vivaci figure allegoriche dei nove cori angelici, secondo la Gerarchia celeste dello pseudo-Dionigi l'Areopagita; da sinistra verso la fronte: angeli, cherubini, troni, dominazioni, virtù, potestà, principati, arcangeli, serafini.
Il coperchio è a piramide tronca con bassorilievi con altri santi e i donatori-mecenati e sulla cornice superiore dell'urna si nota inciso il nome di Giovanni di Balduccio e la data (1339). 
L'arca si conclude con un'edicola a tre cuspidi al cui centro si trova la Madonna in trono col Bambino ed ai lati i Santi Domenico e Pietro Martire; al vertice Cristo benedicente tra due angeli.

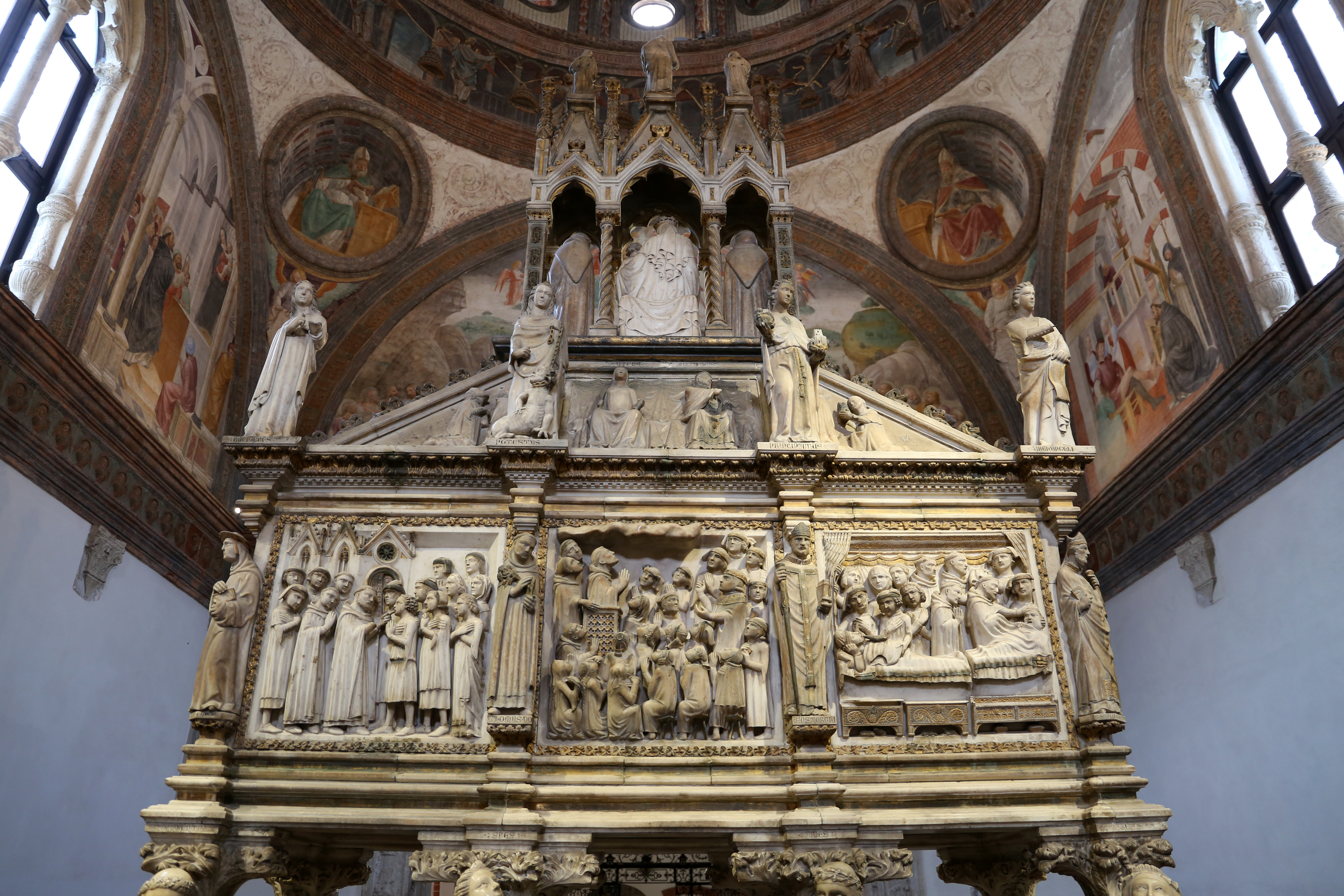
Il sarcofago
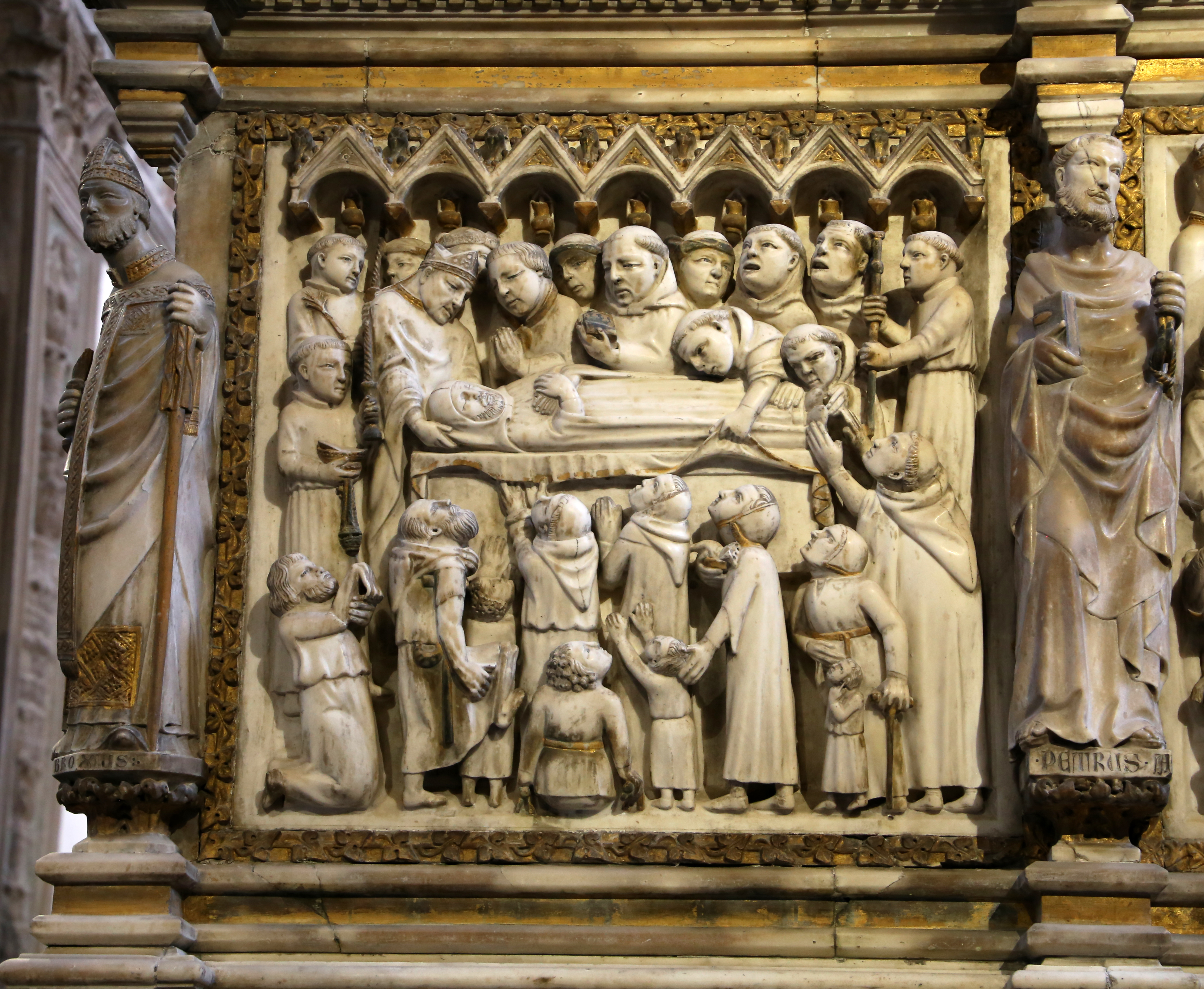
I funerali del santo, fra sant'Ambrogio e san Pietro
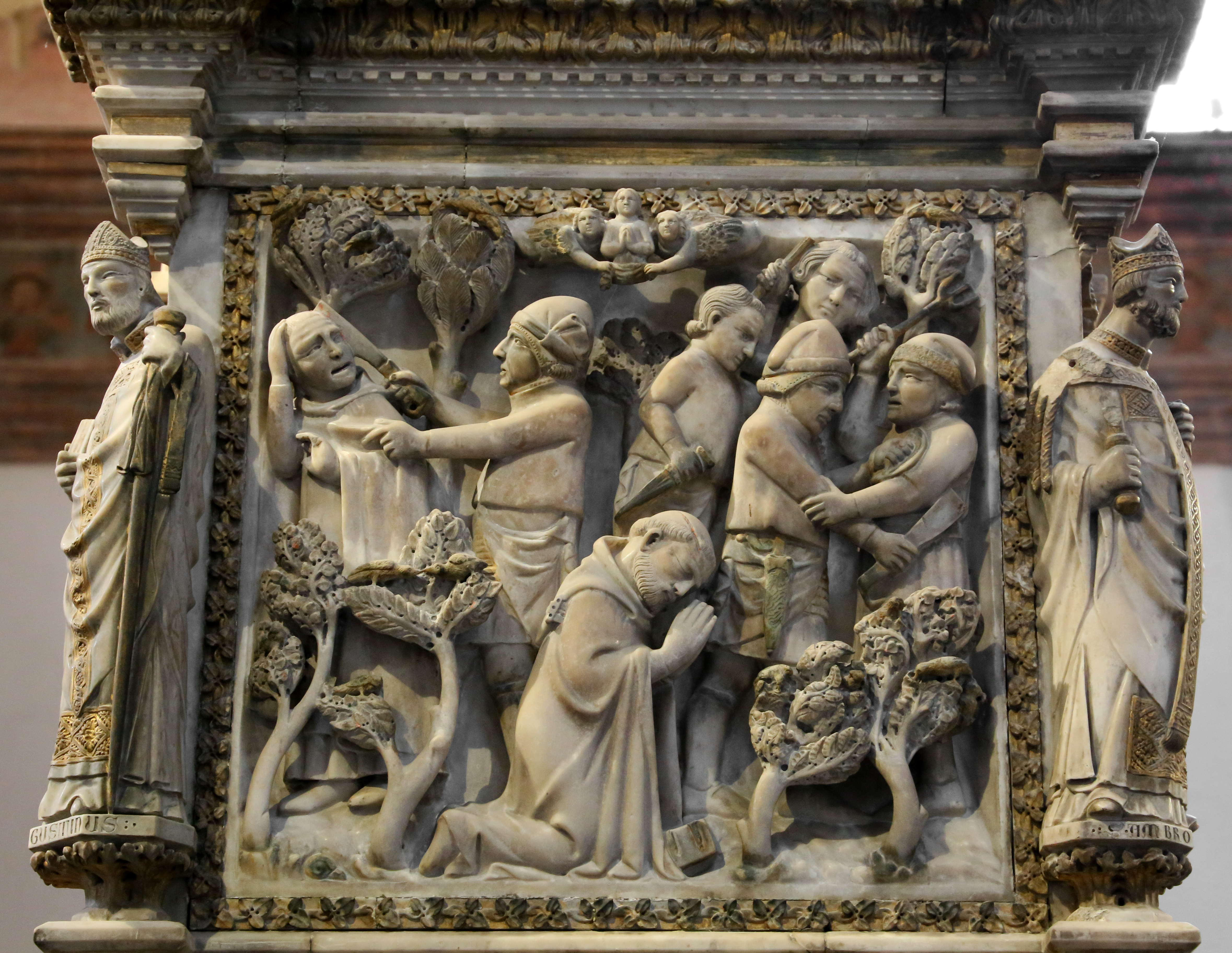
Bassorilievo con il martirio del santo
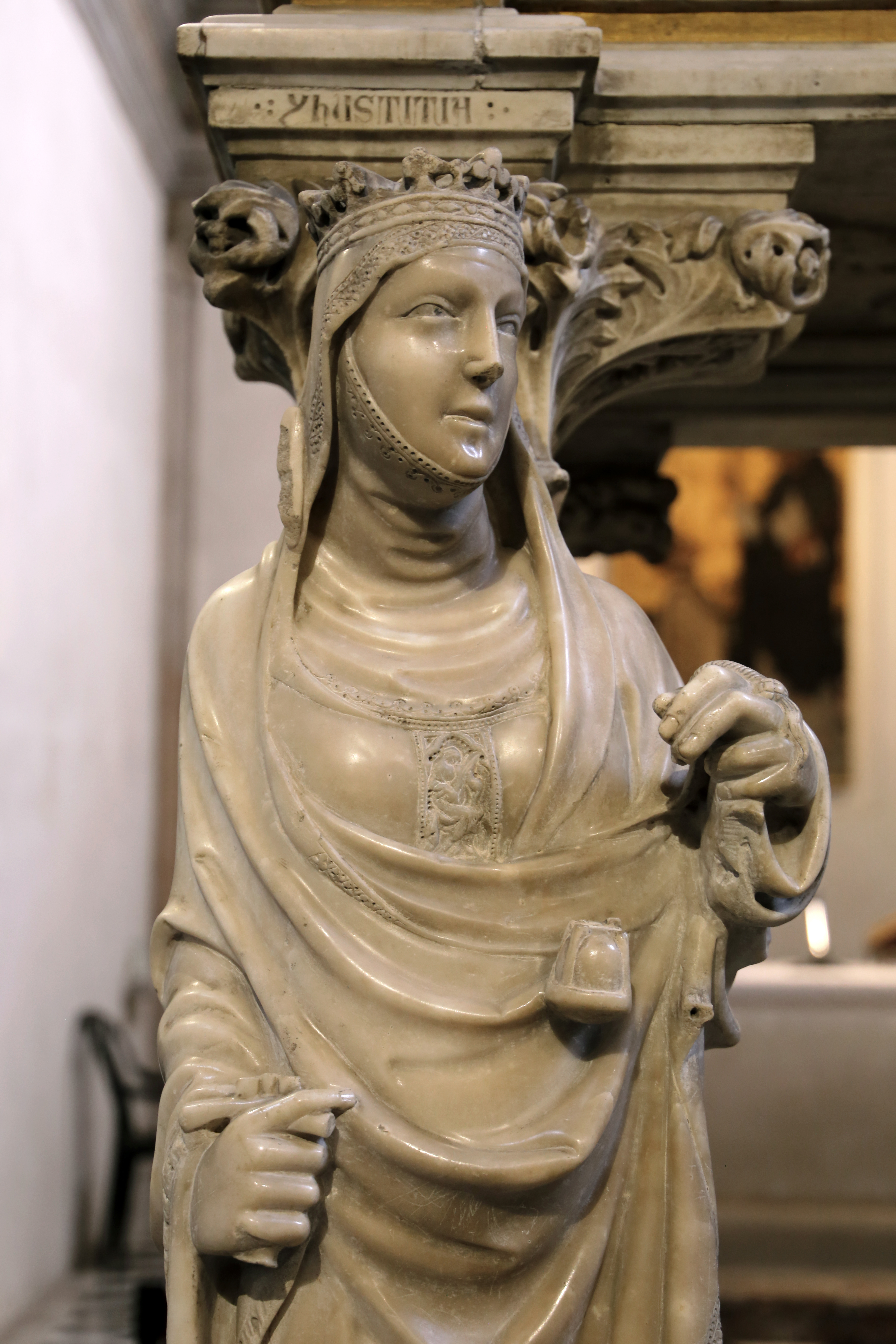
La Giustizia
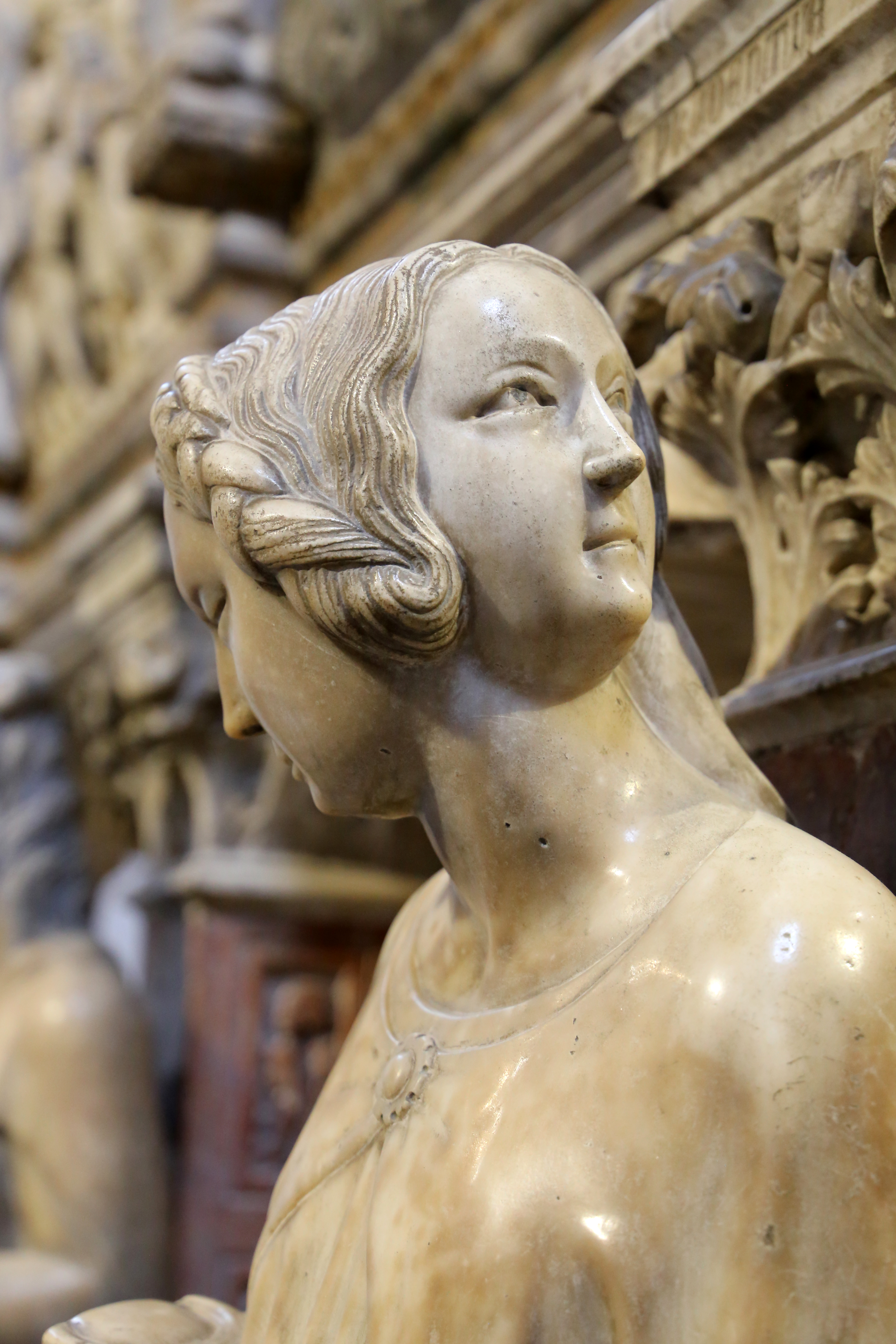
La Prudenza